# خفاش جنگلی معمولی
خفاش جنگلی معمولی یا خفاش نکتیول (نام علمی: Nyctalus noctula) گونه‌ای خفاش با جثه به نسبت بزرگ و موی بدن کوتاه است که در بخش‌های گسترده‌ای از اروپا، شمال ایران در استان‌های گیلان تا گلستان، آسیای مرکزی، و بخش‌های محدودی از شمال هند و نپال زندگی می‌کند.
رنگ بدن این خفاش در سطح پشتی و شکمی و تمام طول مو طلائی متمایل به قهوه‌ای است. طول بدنش در بخش سر و تنه میان ۶۹ تا ۸۲ میلی‌متر است و دمش ۴۱ تا ۵۹ میلی‌متر. وزن متوسط این پستانداران میان ۱۷ تا ۴۶ گرم است.